# Подгорная (Краснодарский край)
Подго́рная — станица в Отрадненском районе Краснодарского края.
Административный центр Подгорненского сельского поселения.

## География
Станица расположена в верховьях реки Большой Тегинь (приток Урупа), в предгорье, в 28 км к юго-востоку от районного центра — станицы Отрадной. Через станицу проходит асфальтированная автодорога. В 6 км восточнее расположена станица Спокойная, в 15 км западнее — станица Бесстрашная.

### Уличная сеть
В станице 41 улица.

## История
Станица основана в 1858 году. Входила в Лабинский отдел Кубанской области.

## Население
| 2002  | 2010  | 2012  | 2013  | 2014  | 2015  | 2016  |
| ----- | ----- | ----- | ----- | ----- | ----- | ----- |
| 2157  | ↘2104 | ↘2096 | ↘2082 | ↘2077 | ↗2090 | ↘2079 |
| 2017  | 2018  | 2019  | 2020  | 2021  | 2023  |       |
| ↗2109 | ↘2058 | ↘2040 | ↗2053 | ↘1986 | ↘1969 |       |